# Paratrichogramma
Paratrichogramma is een geslacht van vliesvleugeligen uit de familie Trichogrammatidae. De wetenschappelijke naam van dit geslacht is voor het eerst geldig gepubliceerd in 1912 door Girault.

## Soorten
Het geslacht Paratrichogramma omvat de volgende soorten:
- Paratrichogramma californica Doutt, 1973
- Paratrichogramma cinderella Girault, 1912
- Paratrichogramma fusca Girault, 1912
- Paratrichogramma giraulti Hayat & Shuja-Uddin, 1980
- Paratrichogramma heliothidis Viggiani, 1976
- Paratrichogramma nigricorpa Yousuf & Shafee, 1991
- Paratrichogramma pretoriensis Doutt, 1973
- Paratrichogramma quilonensis Yousuf & Shafee, 1988
- Paratrichogramma tarimica Hu, Huang & Lin, 2007